# Peñón van Algiers

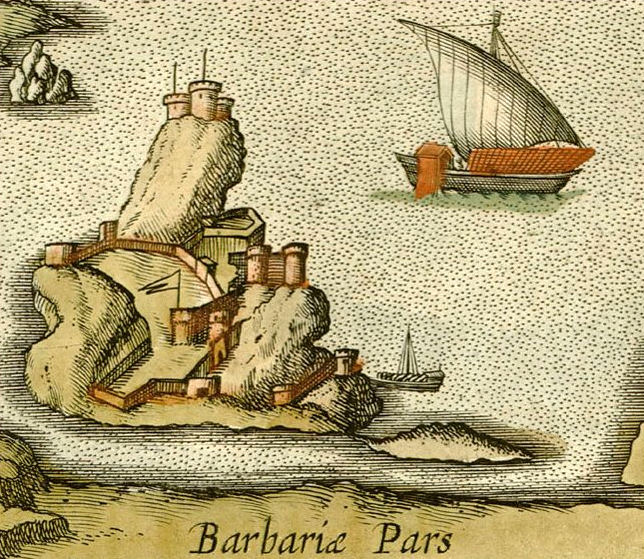
De Peñon en zijn eilandje in de baai van Algiers aan het begin van de 16e eeuw.

Peñón van Algiers (Spaans: Peñón de Argel, Arabisch: حصن الصخرة, geromaniseerd: ḥiṣn aṣ-ṣaḵra) was een klein eilandje voor de kust van Algiers, versterkt door het Koninkrijk Spanje in de 16e eeuw. Het eilandje was verbonden met het Afrikaanse continent om een zeewering en de haven van Algiers te vormen.

## Geschiedenis
In 1510 vestigden de Spanjaarden zich op een klein eiland, de Peñón, ten noorden van Algiers (in het huidige Algerije). Ze dwongen Sālim al-Tūmī (Selim-bin-Teumi) om de voorwaarden van een verdrag met Spanje na te leven, namelijk een Spaanse aanwezigheid te accepteren en hulde te brengen. Op het eilandje werden vestingwerken gebouwd en er werd een garnizoen van 200 man opgericht. Sālim al-Tūmī moest naar Spanje om een eed van gehoorzaamheid af te leggen aan Ferdinand II van Aragon.
Het eilandje werd in 1529 veroverd door Hayreddin Barbarossa tijdens de verovering van Algiers. Barbarossa ontmantelde de vestingwerken, waarmee een einde kwam aan de Spaanse aanwezigheid in het gebied.